# Ulrich Ier de Wurtemberg
Pour les articles homonymes, voir Ulrich de Wurtemberg et Ulrich Ier.
Ulrich Ier de Wurtemberg, (1226-1265), fils cadet de Louis III de Wurtemberg, succéda à son frère Eberhard de Wurtemberg comme comte de Wurtemberg en 1241. Il fut le premier comte d'Urach à partir de 1260.

## Descendance
Il épousa en 1251 Mathilde, dame de Stuttgart (fille du margrave Hermann V de Bade-Bade. Trois enfants sont nés de cette union :
- Ulrich II de Wurtemberg (1253-1279), comte du Wurtemberg et comte d'Urach de 1265 à 1279.
- Agnès du Wurtemberg (morte en 1305), en 1275 elle épousa le comte Conrad von Oettingen, veuve en 1279, elle épousa en 1282 le comte Frédéric IV von Truhendingen, de nouveau veuve en 1290 elle épousa en 1295 Kraft Ier von Hohenlohe
- Luitgarde du Wurtemberg (morte en 1284), en 1282 elle épousa le comte Albert de Löwenstein.

Veuf en 1259 Ulrich Ier du Wurtemberg épousa Agnès de Silésie (Maison de Piast) (morte en 1265). Deux enfants sont nés de cette union :
- Irmengarde de Wurtemberg, elle épousa le co-margrave Hesso de Bade-Bade (Maison de Bade)
- Eberhard Ier (1265-1325), comte du Wurtemberg après son demi-frère (1279).

Ulrich Ier de Wurtemberg est l'ascendant agnatique (direct de mâle en mâle) de Charles de Wurtemberg, chef de la maison de Wurtemberg de 1975 à sa mort en 2022, et, évidemment de son petit-fils et successeur Wilhelm de Wurtemberg, né en 1994.